# Сухопутні війська Грузії
Сухопутні війська (груз. საქართველოს სახმელეთო ძალები) — сухопутний компонент збройних сил Грузії. Є численнішим видом військ та становить основу збройних сил Грузії.

## Техніка та озброєння
| Тип              | Фото  | Виробництво/Країна | Призначення                       | Варіант       | Кількість | Примітки           |
| Танки            | Танки | Танки              | Танки                             | Танки         | Танки     | Танки              |
| ---------------- | ----- | ------------------ | --------------------------------- | ------------- | --------- | ------------------ |
| Т-72             |       | СРСР               | Основний бойовий танк             | Т-72Б Т-72АВТ | 100       |                    |
| БМП              |       |                    |                                   |               |           |                    |
| Lazika           |       | Грузія             | Бойова Машина Піхоти              |               | 8+        |                    |
| Бронетранспортер |       |                    |                                   |               |           |                    |
| Дідгорі-1        |       | Грузія             | Бронетранспортер                  |               |           | невідома кількість |
| Дідґорі-2        |       | Грузія             | Бронетранспортер                  |               |           | невідома кількість |
| РСЗВ             |       |                    |                                   |               |           |                    |
| RS-122           |       | Грузія             | Реактивна система залпового вогню |               | 8+        |                    |

(У планах заповнити цей розділ)

## Структура
Структура сухопутних військ заснована на підрозділах розміру бригад та батальйонів. Основні сили складаються з п'яти піхотних та двох артилерійських бригад із додатковими приданими бригадами чи батальйонами. Грузинські бригади мають загальну чисельність особового складу у 5,500+ кожна, включаючи цивільний персонал. Загальна чисельність особового складу сухопутних військ становить 37,825 (виключаючи задіяний резерв), з яких 21 це вищий офіцерський склад, 6,166 офіцери та сержанти, 28,477 унтер-офіцери (капрали), 125 кадети та 388 цивільні. Сухопутні війська оснащені великим розмаїттям різної зброї та техніки (див. тут). Сили спеціальних операцій діють незалежно, під прямим керівництвом міністерства оборони.
Сухопутні війська Грузії складаються з наступних бойових порядків (незавершено):

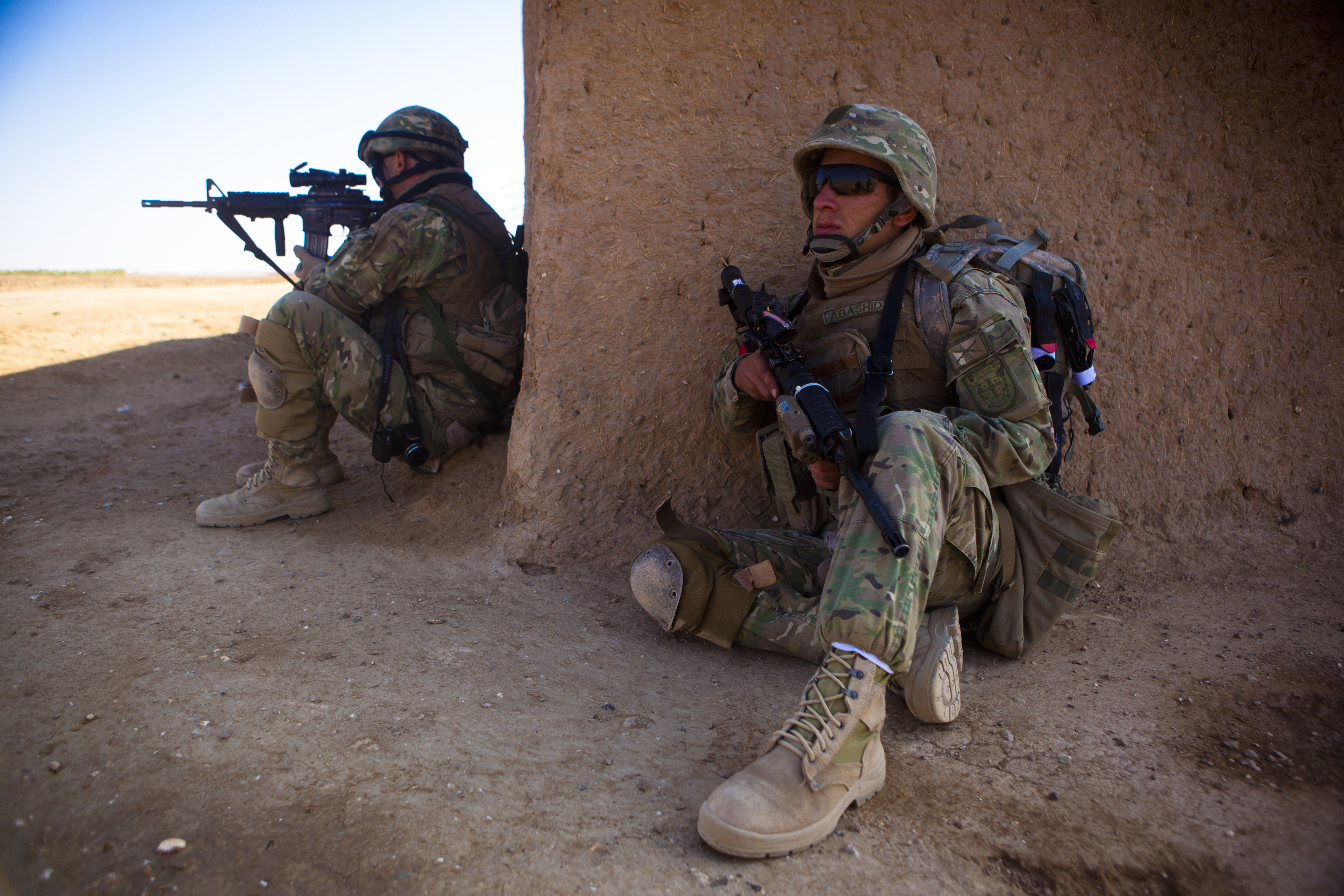
Грузинські солдати в Афганістані

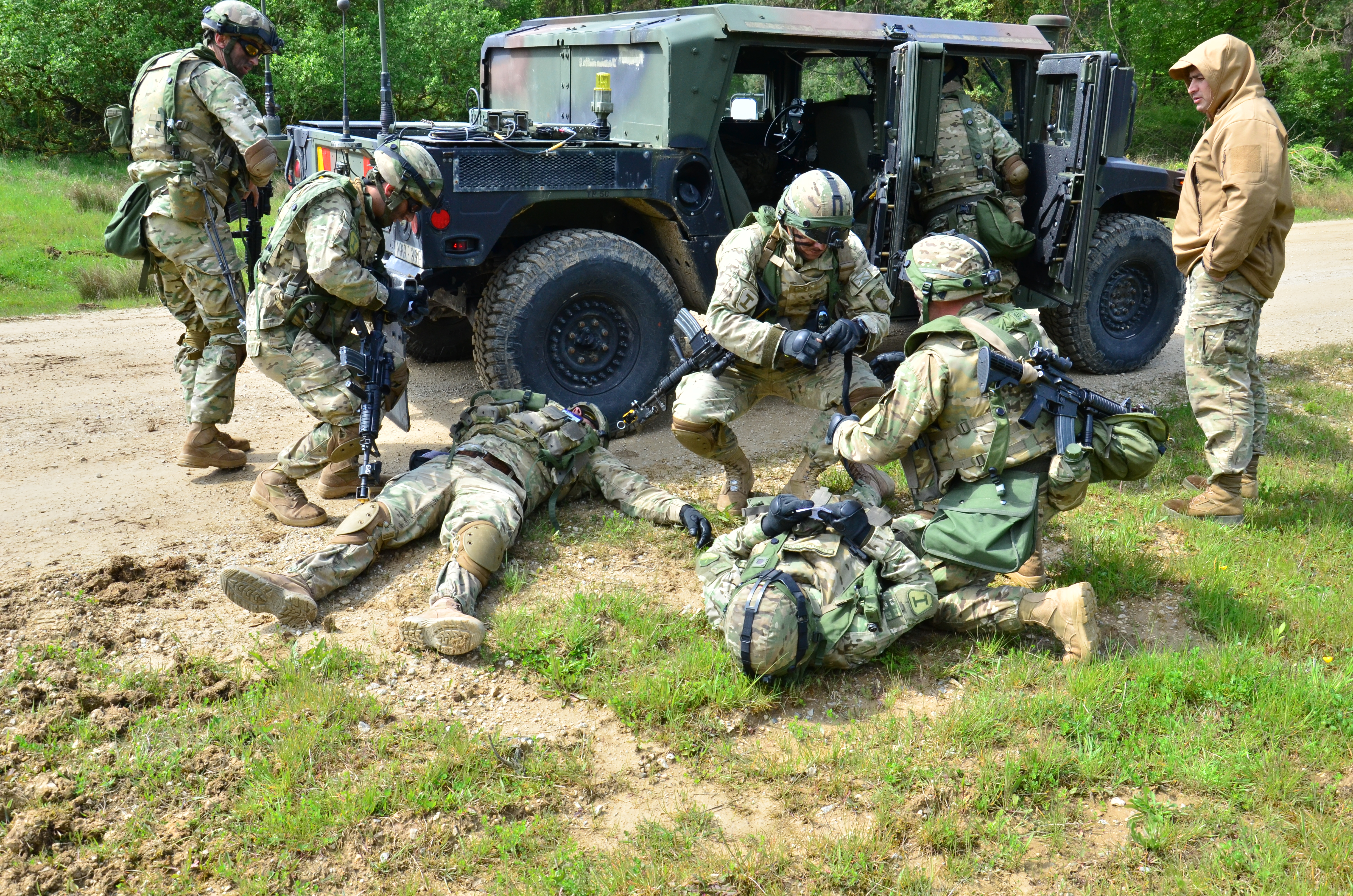
Медичні навчання під час операції Combined Resolve II

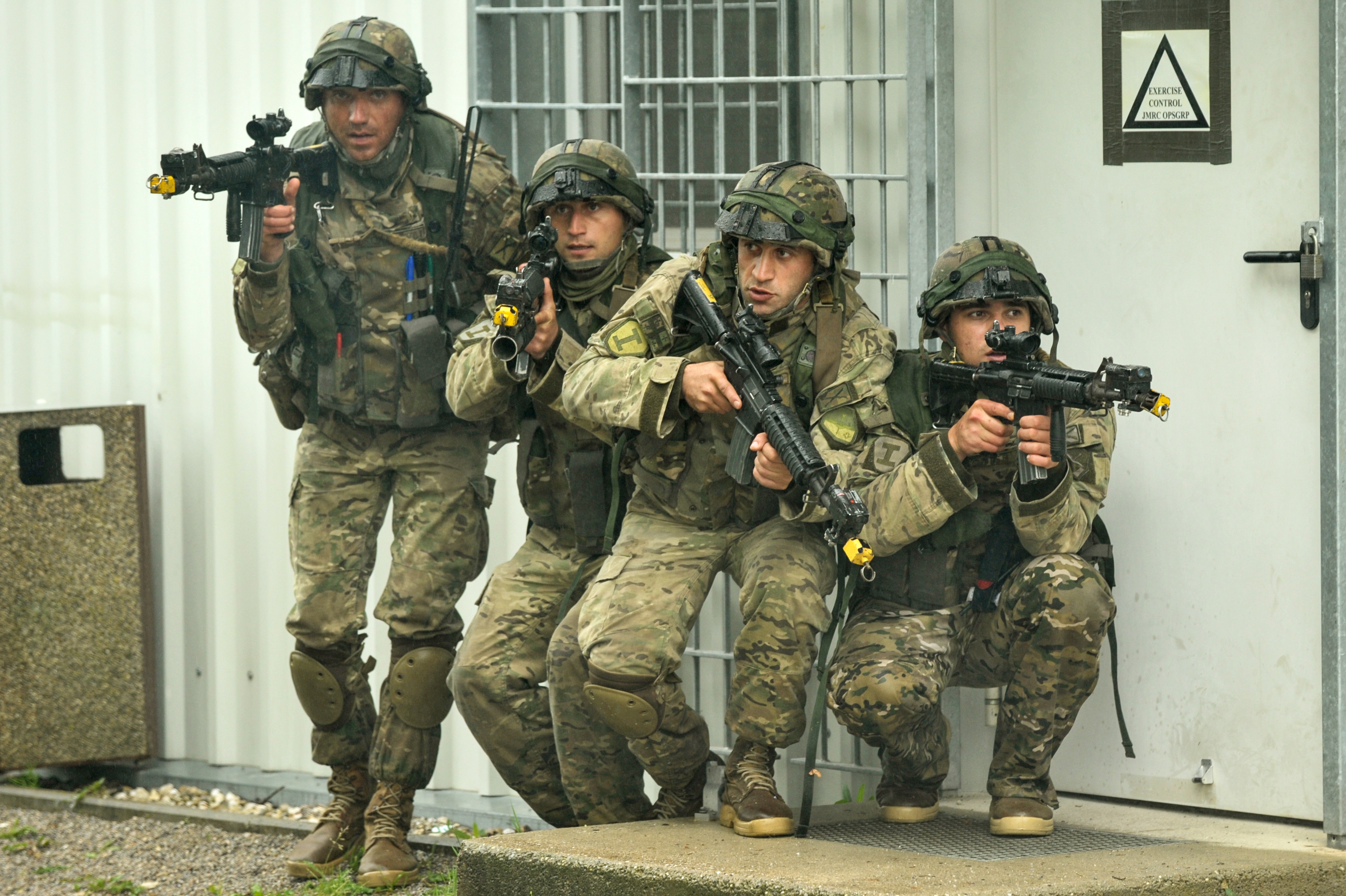
Штурмові навчання під час операції Combined Resolve II

- ГШ, Командування Сухопутних військ (Тбілісі)
  - Центральний командний пункт
- Оперативне командування Схід
  - 1-ша піхотна бригада (Тбілісі)
    - 11-й телавський легкий піхотний батальйон
    - 12-й легкий піхотний батальйон
    - 13-й легкий піхотний батальйон «Шавнабада»

  - 4-та механізована піхотна бригада (Вазіані)
    - 41-й механізований піхотний батальйон
    - 42-й механізований піхотний батальйон
    - 43-й механізований піхотний батальйон

  - 5-та піхотна бригада (Ґорі)
    - 51-й легкий піхотний батальйон
    - 52-й легкий піхотний батальйон
    - 53-й легкий піхотний батальйон

  - 1-ша артилерійська бригада (Вазіані)
- Оперативне командування Захід
  - 2-га піхотна бригада (Сенакі)[5]
    - 21-й легкий піхотний батальйон
    - 22-й легкий піхотний батальйон
    - 23-й легкий піхотний батальйон

  - 3-тя піхотна бригада («Мамлюки») (Кутаїсі)
    - 31-й легкий піхотний батальйон
    - 32-й легкий піхотний батальйон
    - 33-й легкий піхотний батальйон

  - 2-га артилерійська бригада (Хоні)

Незалежні підрозділи
- Інженерна бригада
- Бригада ППО (Кутаїсі)
- Окремий легкий піхотний батальйон (Батумі)
- Батальйон військової розвідки (Кобулеті)
- Батальйон зв'язку
- Медичний батальйон (Саґурамо)

У 2011 році грузинське вище командування вирішило розділити власні військові сили на два основні оперативні командування; Східну та Західну оперативні групи. Метою було утворення двох незалежно діючих військових округи, які б мали склад відповідно до стратегічної важливості територій їхнього розгортання, але були б збалансованими у типах озброєння. У випадку війни кожна група матиме можливість координувати свої дії незалежно від вищого командування, маючи власні логістичні та адміністративні резерви.